# Тайа
Тайа (Teià) — муніципалітет у регіоні Маресме, Каталонія, Іспанія.

## Міста-побратими
- Массароза, Італія